# Mickleham
Mickleham is een civil parish in het bestuurlijke gebied Mole Valley, in het Engelse graafschap Surrey met 585 inwoners.

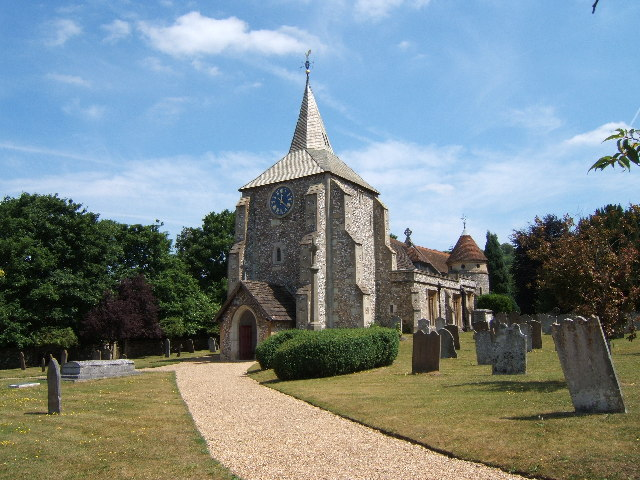
St Michael's, Mickleham